# Bartsia alpina
Espèce
Classification APG IV (2016)
Espèce
Statut de conservation UICN

 LC  : Préoccupation mineure
Bartsia alpina, la bartsie des Alpes, aussi appelée cocrète violette ou cocrète des Alpes, est une plante vivace herbacée de la famille des Orobanchaceae. 
Cette hémiparasite aux fleurs violettes peut être trouvée dans de nombreuses montagnes d’Europe et d’Amérique. Son hémiparasitisme en fait une plante importante dans les écosystèmes subarctiques.

## Dénomination
L’espèce a été décrite par Carl von Linné en 1753. Le nom de son genre, Bartsia, est un hommage à un botaniste et ami de Linné, Johann Bartsh, décédé à un jeune âge en mission au Suriname. Les couleurs foncées de la plante évoquent en effet le deuil,.
Le nom de l’espèce, alpina, fait référence à sa répartition géographique et sa présence en altitude.

## Caractéristiques

### Port général
La bartsie des Alpes est une plante pérenne mesurant entre 8 et 30 cm. Sa couleur dominante est le violet, ce qui lui permet une meilleure résistance aux UV. C’est un végétal très grégaire, pouvant atteindre une densité de 124  individus/m². L’ensemble de la plante est velu, voir hérissé à certains endroits. Il s’agit d’une plante hémiparasite racinaire présentant un rhizome ligneux,,,,.

### Appareil végétatif
La tige est dressée, ascendante et simple ou peu ramifiée,, velue et de couleur pourpre. Les poils sont blancs et dépourvus de glandes.
Les feuilles sont opposées, distiques et réparties le long de toute la tige,. Elles sont sessiles (directement rattachées à la tige, sans pédoncule) et ont un aspect allant de rugueux à chagriné. Leurs dimensions sont de 10 à 25 mm de long sur 6 à 15 mm de large. 
Le limbe foliaire est ovale, à bord crénelé-denté,.
Au bas de la plante, les feuilles sont vertes, et deviennent légèrement violettes aux abords des fleurs.

### Appareil reproducteur
Les fleurs de cette plante, d’un violet foncé, sont disposées en racème simple terminal,. Ce racème assez compact mesure 2 à 6 cm de long et porte entre 3 et 12 fleurs, en général entre 4 et 8,. Elles sont tenues par de courts pédoncules simples et couverts de poils blancs,. Elles mesurent environ 2 centimètres,, et sont pubescentes et  composées de deux lèvres.
Elles sont opposées (2 par 2) et sont plus petites en haut de la plante, et plus longues et lâches en se rapprochant des racines . 
Les bractées sont foliacées, ovales et ont un bord denté à crénelé. Tout comme les pétales, elles sont généralement violet sombre. Il se peut tout de même qu’elles soient vertes,.
Le calice est vert, mais il peut être imprégné de violet,. Il est fendu jusqu’au milieu et prend la forme d’une cloche. Les sépales, de taille faisant approximativement la moitié de celle des bractées, portent des dents triangulaires obtuses,.
La corolle est longue d’environ 2 cm, toujours de ce même violet sombre, voir pourpre sombre. Elle est étroite à la base et comporte deux lèvres, une supérieure obtuse et une inférieure plus petite, mais à trois lobes obtus et égaux,,.
Cette fleur hermaphrodite porte 4 étamines fusionnés à la corolle et 2 ovaires fusionnés au style saillant,.
Le fruit est une capsule ovale brune. Cette capsule fait environ le double de la taille du calice,,,, c'est-à-dire environ 10 mm . Les graines, ovales également, sont longue de 0.7 à 1.6 mm, larges de 0.4 à 0.6 mm et pèsent entre 0.08 et 0.19 mg. Il y en a plusieurs par capsule. Elles ont entre 6 et 13 rayures longitudinales et sont striées transversalement. 
La germination a lieu au printemps et est épigée,. La température idéale pour la germination se situe entre 15 et 25 °C. Après la germination, il faut entre 5 et 10 ans pour que la plante fleurisse à son tour,.

### Espèces voisines
B. alpina ne doit pas être confondue avec Ajuga reptans (Bugle rampante). La confusion vient du fait que leurs feuilles sont semblables par la forme et éventuellement par la couleur.  La couleur des pétales d'Ajuga reptans vire cependant plus vers le bleu, et leur taille est plus petite que chez B. alpina.
Certaines plantes ont un nom commun qui pourrait laisser penser quel B. alpina en est proche, mais il n’en est rien. En anglais, Odontites vernus et Parentucellia viscosa portent comme nom commun "Red Bartsia" et "Yellow Bartsia". Cependant, elles ne sont pas du genre Bartsia. Par contre, ces trois plantes appartiennent à une seule famille, la famille des Orobanchaceae, et sont hémiparasites.

## Taxonomie et classification

### Variétés
Les variétés suivantes sont reconnues chez la bartsie des Alpes :
- ·B. alpina var. jensenii Lange, aux pétales jaunes. Elle est trouvée au Groenland[2].

- ·B. alpina var. pallida Wormskj. ex Lange, aux pétales roses. Aussi trouvée au Groenland et au Nord de la Suède[2].

- ·B. alpina var. f. ochroleuca Blytt, trouvée en Norvège[2].

## Écologie

### Distribution géographique
B. alpina est une plante à distribution arctico-alpine (régions arctiques et subarctiques, essentiellement à haute altitude).
On la retrouve en France,, Suisse, Espagne, Italie, Islande,, Canada,,, Norvège, Suède, Finlande, Russie, Sibérie , Groenland,,, Bosnie-Herzégovine et sur certaines îles britanniques, principalement en altitude.
Plus précisément, elle croît dans les montagnes de régions telles que les Sudètes, les Tatras, le Jura, les Alpes, le Massif Central (Cantal), les Carpates, les Alpes du Sud, le Velebit ou les Pyrénées.

### Habitat
La bartsie des Alpes apprécie les endroits lumineux, à l’atmosphère humide et aux températures fraîches à tempérées. Elle aime également peupler les pentes bien drainées. 
Au niveau du substrat, elle préfère les sols argileux plutôt basiques (milieu de 36 à 41% calcaire). Ces sols doivent également être pauvres en nutriments, de salinité très faible ou nulle.
On la trouve donc dans les pâturages, les prairies humides et le long des berges de ruisseaux,,,. Elle est cependant absente des sites à la végétation trop luxuriante.

### Cycle de vie
La bartsie des Alpes est une plante pérenne qui fleurit de juin à août,,.
Le système caulinaire (tige et feuilles) meurt en automne, mais le système racinaire (partie souterraine) est extrêmement résistant au froid et aux températures négatives de l’hiver.    
De nouvelles tiges et fleurs sortent du sol à partir de bourgeons en juin. En juillet, le rhizome atteint sa taille maximale et les bourgeons de l’année suivante s’y développent.
La plante produit des graines à la fin de la floraison, mais elles ne germeront qu’au printemps suivant. La masse des graines est très dépendante de la concentration en azote du sol. B. alpina effectue également la reproduction asexuée (ou végétative) par fragmentation du rhizome,.

### Interaction avec d'autres organismes

#### Pollinisateurs et dissémination de graines
Le pollen de la fleur est transporté par les insectes, plus particulièrement les bourdons,, ce qui fait de B. alpina une plante entomogame. 
Pour la dispersion, les graines retiennent l’eau grâce à leurs rayures, ce qui leur permet d’adhérer à des surfaces lisses et humides tels que les sabots et les museaux des animaux en pâture. Il arrive souvent aussi que les graines se répartissent simplement en restant accrochées aux ailes d’oiseaux ou aux mammifères broutant. Il se peut même qu’elles se retrouvent dans une rivière, où elles peuvent flotter pendant plusieurs mois, à condition que l’eau ne gèle pas. Enfin, le vent peut également être un facteur de dispersion, mais il n’égale en aucun cas les autres facteurs.

#### Phytophages
Dans le nord de Suède, les graines souffrent de la prédation causée par les larves de 2 insectes (le lépidoptère Aethes deutschiana et le diptère Gimnomera dorsata). Ces insectes pondent leurs œufs sur les bractées. Ces larves causent une perte de 40 à 50% des fruits chaque année,.
L’individu en fin de croissance subit le broutage du bétail.

#### Hémiparasitisme
B. alpina est une plante hémiparasite. Elle est donc capable de photosynthèse, mais tire la partie principale de son carbone organique de son hôte. De par ce fait, son activité photosynthétique est réduite au minimum.Elle est épirhize, et s’implante donc sur les racines de son hôte en utilisant ses rhizomes. Sa gamme d’hôtes est assez large, comprenant de nombreuses plantes herbacées, mais elle s’attaque de préférence aux espèces de la famille des Cyperaceae. 
Comme la majorité des plantes parasites, elle est nocive pour ses hôtes. Dès lors, elle modifie divers paramètres au sein des populations de ces derniers, comme la répartition dans l’espace ou la compétition pour les nutriments,,,.
La présence de B. alpina dans une communauté n’est toutefois pas nocive à tous points de vue. En tant qu’hémiparasite, elle concentre les nutriments dans ses feuilles et les y conserve même pendant la sénescence (vieillissement),,. La concentration de ces nutriments est alors de 1,4 à 20,6 fois supérieure à celle des plantes non-parasites.
Cette particularité fournit une couche de feuilles mortes qui se décompose plus vite et en donnant plus de nutriments une fois la partie aérienne est morte et en décomposition,,,. Cette couche se retrouve enrichie en azote et en phosphore et appauvrie en lignine, ce qui peut s’avérer très bénéfique pour d’autres plantes ayant des besoins en nutriments que le sol ne peut fournir.
Ce rôle d’engrais naturel peut être renforcé par la grégarité de la plante, plus d’individus impliquant des nutriments plus concentrés. Elle joue donc un rôle écologique important dans les écosystèmes aux sols pauvres comme les régions subarctiques,. 
Cette modification de la composition de la couche de feuilles peut donc améliorer la croissance d’autres plantes,,. Par exemple, Betula nana (famille des Betulaceae) et Poa alpina (famille des Poaceae) voient leur croissance augmenter respectivement de 51 % et 41 %. Le taux de survie de leurs graines peut également être amélioré. Un effet sur la température du sol a aussi été observé.

## Propriétés
La plante contient plusieurs composés volatils,,, parmi lesquels le (Z)-3-Hexenol, servant à attirer les insectes pollinisateurs,, ou le phénylacétonitrile, une substance irritante,,. On trouve également du (Z)-3-acétate d’hexenyle,,, du phénylacétaldéhyde,, et de l’alpha-pinène,,.

### Espèce proche
- Bartsia trixago (Bartsie trixago).